# Fritz Rück
Fritz Rück (Stuttgart, 15 avril 1895 - 18 novembre 1959, idem) était un journaliste socialiste allemand, artisan de la révolution de novembre 1918 dans le Wurtemberg. 

## Biographie
Fritz Rück, fils de menuisier, reçut une formation de typographe. Il s'impliqua dans le mouvement de jeunesse socialiste de Stuttgart avant de rejoindre, en 1913, le SPD. Proche de Friedrich Westmeyer, il rejoignit le groupe spartakiste pendant la Première Guerre mondiale. Mobilisé en 1915, Fritz Rück fut rendu à la vie civile en 1917, à la suite d'une maladie des reins. Il travailla alors pour un journal de Stuttgart, le Sozialdemokrat, publié par Westmeyer. Il participa en avril 1917 à la fondation de l'USPD, à Gotha. Après avoir été placé en détention préventive pendant quatre mois, il prit la direction, en octobre 1917, de l'USPD dans le Wurtemberg.
En octobre 1918, Fritz Rück prit part à la conférence nationale du groupe Spartakus à Berlin. Fin octobre et début novembre 1918, il organisa avec August Thalheimer la contestation et les manifestations qui aboutirent à la chute de la monarchie de Wurtemberg le 9 novembre. Le 4 novembre, il prit la présidence du conseil d'ouvriers qui venait de se créer illégalement à Stuttgart. Arrêté dans l'après-midi du 6 novembre à Ulm en même temps que Thalheimer alors qu'ils se rendaient à Friedrichshafen, il ne put prendre part directement aux activités révolutionnaires du 9 novembre, n'étant libéré que dans la soirée. Jusqu'à la fin novembre, Rück fut une des têtes dirigeantes des conseils d'ouvriers et de soldats de Stuttgart. Il se rendit ensuite pour quelques semaines à Berlin, rejoindre le comité central de la ligue spartakiste. De retour à Stuttgart, il y fut arrêté en janvier 1919. Jugé lors du procès de spartakistes de Stuttgart, il fut acquitté.
Pendant la République de Weimar, Fritz Rück travailla comme conférencier et comme journaliste pour des journaux communistes, dont Die Rote Fahne. À partir de 1927, il participa avec Johannes Becher aux activités du service d'Agitprop du comité central du Parti communiste d'Allemagne (KPD), à Berlin. Exclu du KPD en 1929 avec l'aile "droite" menée par August Thalheimer et Heinrich Brandler, il ne rejoignit pas pour autant le KPO fondé par les opposants mais le vieux SPD. À l'automne 1931, il devint membre du SAPD où il se fit le porte-parole, avec Gertrud Düby, d'un groupe proche du KPD. Il fut exclu après avoir appelé à voter pour le KPD lors des élections de juin 1932. Sa demande de réintégration dans le KPD fut néanmoins refusée.
Fritz Rück émigra en Suisse après l'arrivée au pouvoir des nazis, en 1933. Il y travailla pour la presse syndicale et la presse social-démocrate radicale. En 1937, il partit pour la Suède où il continua ses activités journalistiques pour la presse ouvrière, comme correspondant pour des journaux suisses et comme traducteur. Il milita durant cette période dans le Landesgruppe Schweden der Auslandsvertretung der deutschen Gewerkschaften et se fit, à partir de 1943, le défenseur des militants du KPO, des trotskystes et des socialistes sans-parti qui s'adressaient à lui. En 1950, Rück rentra dans sa ville natale de Stuttgart et réintégra le SPD. Rédacteur en chef du journal syndical de l'IG Druck und Papier, il devint membre de la commission fédérale du syndicat Deutscher Gewerkschaftsbund. Il présida aussi l'association Les Amis de la nature.

## Pseudonyme
Fritz Rück utilisa divers pseudonymes dont ceux de Peter Wedding et Leo Kipfer.

## Œuvres
- Vom 4. August bis zur russischen Revolution. Leipzig 1920
- Von Bismarck zu Hermann Müller. Der Weg der deutschen Sozialdemokratie vom Sozialistengesetz zum Panzerkreuzer A. Berlin 1928
- Der Wedding in Wort und Bild. Berlin 1931
- 1919-1939. Frieden ohne Sicherheit. Stockholm 1945
- Tausendjähriges Schweden. Von der Wikingerzeit zur sozialen Reform. Stuttgart 1956
- November 1918. Stuttgart 1958

## Sources
- (de) Walther Killy, Deutsche Biographische Enzyklopädie, vol. 8, Munich, K.G. Saur, 1995, p. 444
- (de) Eberhard Kolb et Klaus Schönhoven, Regionale und lokale Räteorganisationen in Württemberg, Dusseldorf, Droste Verlag, 1976, p. 4.